# Lookouts
The Lookouts erano un gruppo punk rock statunitense di Iron Peak, una comunità rurale al di fuori di Laytonville, California, attivo tra il 1985 ed il 1990. I componenti erano Lawrence Livermore (noto semplicemente come Larry Livermore) alla chitarra ed alla voce, Kain Kong al basso e voce e Tré Cool alla batteria e voce. Tutti i membri contribuivano nello scrivere le canzoni. In particolare, la band è nota per essere stato il primo complesso di Tré Cool prima che si unisse ai Green Day.

## Storia
Livermore ebbe problemi nel formare una punk band, poiché la maggior parte dei musicisti del posto erano hippies completamente disinteressati alla musica che Larry aveva intenzione di suonare. Alla fine, Livermore reclutò il quattordicenne Kain Kong al basso, mentre alla batteria allora sedeva la ragazza di Livermoore. Quando la coppia si separò, nel gruppo entrò a far parte Frank Edwin Wright III, vicino di casa all'epoca dodicenne. Sebbene non avesse mai suonato la batteria prima di allora, (come del resto anche Kain Kong con il basso) Frank mostrò subito un incredibile interesse e affinità per essa, forse perché, come disse Livermore, "amava fare un sacco di rumore e fracasso ed essere al centro dell'attenzione." In qualità di membri di una punk rock band, i componenti avevano bisogno di "nomi punk rock," così Livermore battezzò Frank, "Tré Cool," che significa "molto figo," (tré deriva dal termine francese "très").
Così Livermoore dovette insegnare al giovane Frank la base del come si suona la batteria,
Nel febbraio del 1985 il gruppo iniziò la propria carriera.
I Lookouts registrarono due LP, One Planet One People e Spy Rock Road e due EP, Mendocino Homeland e IV in cui vi suona anche Billie Joe dei Green Day, tutti pubblicati dall'etichetta di proprietà di Livermore, la Lookout! Records. One Planet One People è stata la prima uscita nella storia dell'etichetta.
Nella metà del 1990, i Lookouts entrarono in un periodo di inattività, con i membri che abitavano e studiavano in luoghi separati, e fu durante quel periodo che a Berkeley un tipo della band dei Green Day chiese a Tré Cool di unirsi a loro, al posto del batterista originale John Kiffmeyer, meglio conosciuto come Al Sobrante, che abbandonò il gruppo per dedicarsi allo studio universitario. Questo fu l'evento che effettivamente segnò la fine dei Lookouts.
Mentre Tré Cool continuò la carriera come batterista dei Green Day, Larry si concentrò sulla Lookout! Records e vendette gli affari dell'etichetta al socio Chris Appelgren nel mezzo del 1990, quando la popolarità dei Green Day esplose (anche se non ancora a livello commerciale come sarebbe accaduto con il terzo album, Dookie) e le vendite dei dischi aumentarono notevolmente. Nell'agosto, 2005, i Green Day hanno eliminato la loro appartenenza al catalogo pre-1993 della Lookout! Records, incluso Kerplunk (1992), in cui vi è il debutto di Tré con i Green Day, dovuto a quanto pare a pagamenti non retribuiti (fenomeno avvenuto anche con altri gruppi che appartenevano alla Lookout! Records). Kain Kong lavora come guardiaparchi nel nord della California, ma essenzialmente è un punk bighellone.

## Formazione
- Lawrence Livermore (noto semplicemente come Larry Livermore) - chitarra e voce
- Kain Kong - basso e Voce
- Tré Cool - batteria e Voce

## Discografia

### Album in studio
- 1987 - One Planet One People (Lookout! Records, fuori produzione)
- 1989 - Spy Rock Road (Lookout! Records, fuori produzione)

### EP
- 1985 - Mendocino Homeland (Lookout! Records, fuori produzione)
- 1991 - IV (Lookout! Records, fuori produzione)

### Raccolte
The Lookouts sono presenti in diverse raccolte, tra le quali:
- 1990 - More Songs about Plants and Trees (Allied Recordings, fuori produzione)
- 1992 - Can of Pork Kick Me In The Head (Lookout! Records)
- 2002 - The Thing that Ate Floyd Outside  (Lookout! Records)